# Flirting with Danger
Flirting with Danger (Abrazo mortal en español) es una película de suspenso canadiense del año 2006 dirigida por Richard Doy y protagonizada por Charisma Carpenter, James Thomas y Victoria Sanchez.

## Argumento
Tras la repentina muerte de su mejor amigo Tommy, Rafe Marino, un exitoso abogado comienza a investigar su muerte tras relacionarla con la de otros dos jóvenes hombres que murieron de la misma forma y se veían con la misma mujer. 
Sin embargo todo se complica al aparecer en su vida la atractiva Laura, de la que su mejor amiga y detective 
Gloria sospecha.

## Reparto
- Charisma Carpenter como Laura Clifford/Crawford.
- James Thomas como Rafe Marino.
- Victoria Sanchez como Gloria Moretti.
- Karen Cliche como Ellen Antonelli.
- Allison Graham como Hilary Anderson.

## Recepción
Tiene un promedio de puntuación de 3.1/5 en la web de Rotten Tomatoes, basado en 217 opiniones de los usuarios.